# スティーブ・コックス
チャールズ・スティーブン・コックス（Charles Steven Cox , 1974年10月31日 - ）は、アメリカ合衆国カリフォルニア州出身の元プロ野球選手（内野手）である。
2003年にNPBの横浜ベイスターズに所属した。

## 来歴・人物

### MLB時代
モナーク高校在学時の1992年6月1日に開かれたMLBドラフト5巡目でオークランド・アスレチックスから指名を受け入団。
アスレチックスではメジャー昇格できないまま1997年11月18日にMLBエクスパンションドラフトでタンパベイ・デビルレイズへ移籍した。1999年にはマイナーリーグ3A（AAA級）ダーラム・ブルズで打率.341・127打点の成績を残し、首位打者・打点王の二冠王（25本塁打）を獲得、リーグMVPに選出された。また同シーズン終盤にはメジャー初昇格、同年9月19日にはメジャー試合初出場を果たし、翌2000年から2002年まで3年連続で100試合出場、2桁本塁打を記録した。特に2001年7月にはシカゴ・カブスに移籍したフレッド・マグリフに代わり、デビルレイズの一塁手レギュラーに定着した。2002年シーズンの年俸は28万ドル（約3360万円）で、同年は148試合に出場し、自己最多の16本塁打、76打点を記録。同年までのメジャー4年間では通算378試合出場・打率.262・39本塁打を記録していた。打率は.254と高くはなかったものの、日本野球への対応力があると評されていた。また同年に公開された映画『オールド・ルーキー』には本人役として出演している。

### 横浜時代
2002年12月9日、日本プロ野球（NPB）のセ・リーグ球団である横浜ベイスターズは、新外国人としてコックスとタイロン・ウッズ（韓国・斗山ベアーズ）の2人を獲得したことを発表、デビルレイズも翌10日、コックスを横浜ベイスターズに譲渡したと発表した。横浜は同年に貧打に悩まされ、リーグ最下位に沈んでおり、新監督の山下大輔が左の強打者の獲得を熱望していた。また当初は四番打者候補として、同年限りでヤクルトスワローズを退団したロベルト・ペタジーニの獲得に動いていたが失敗し、親会社であったTBSの意向からメジャーリーグ球団との提携を進めていた縁もあって、コックスを新外国人の第1候補、ブライアン・ドーバックを第2候補としてリストアップしていたが、ドーバックは入団を拒否した。
契約内容は移籍金100万ドル・年俸275万ドル（当時の日本円で推定3億円 ないし3億2,000万円）の2年契約（3年目は球団側が選択権を持つオプション）で、新外国人の年俸としては当時球団史上最高額であり、4番候補として大いに期待された。コックス本人としても、2002年の年俸28万ドル（当時のレートで約3,100万円）から約10倍となる大幅増であった。なお同時に入団したウッズは年俸5,000万円で、外国人枠（当時4人）の関係上ウッズは同じ一塁手の座を争う コックスの控えとして位置付けられていた。
ところが、宜野湾春季キャンプに参加していた2003年2月7日に走塁練習でスライディングした際に右膝外側半月板を損傷した。その後2月12日に半月板の一部を切除する手術を受け、当初のチームドクターの見立ては「術後2週間でランニングができ、4週間後には実戦復帰できるため開幕には間に合う」というもので、同年3月14日にはオープン戦のヤクルトスワローズ戦（横浜スタジアム）に出場していたが、手術で調整が遅れたことにより開幕一軍メンバーからは外れた。内視鏡手術後の回復が遅く、一軍昇格は5月14日だった。2003年5月15日の対読売ジャイアンツ（巨人）第7回戦（東京ドーム）でNPB初出場を果たすと、5月18日には対ヤクルト第9回戦（明治神宮野球場）で3回表、ウッズが花田真人から満塁本塁打を放った直後に 自身の打席を迎え、初球を右翼席へライナーで運んだ。これが18打席目でのNPB初安打・および初本塁打となる1号ソロ本塁打となった。しかしデビュー14試合目の2003年6月2日・対広島東洋カープ8回戦（福島県営あづま球場）で2回表の走塁中に左脹脛を痛めて途中交代し、15試合目の2003年6月5日・対ヤクルトスワローズ11回戦（横浜スタジアム）にて中村武志の代打で出場したのが最後の出場機会となった。2003年6月22日には「2月に手術した右膝の検査・リハビリのため」米国へ一時帰国したが、そのまま復帰のめどが立たなくなり、同年に年俸5,000万円（自身の6分の1）で入団しながら大活躍を果たしたウッズとは完全に評価が逆転する結果になってしまった。最終的な成績は15試合出場・10安打・1本塁打・7打点と「現役メジャーリーガー」としての期待を完全に裏切る結果に終わり、右膝の回復が思わしくなかったため、シーズン終了後の11月28日、契約期間を1年残して解雇されることが発表された、同年12月2日付でNPBコミッショナー事務局から自由契約選手として公示された。
このように全く戦力にならなかったコックスだったが、コックスと横浜の契約は2年契約を前提としたものだったため、コックス側は翌2004年分の年俸支払いも要求した。結局・横浜は2年契約分の年俸と3年目（2005年）の代償金も合わせて、総額で700万ドル以上を支払うことになった。解雇の理由としてチーム運営部長（肩書は当時）・笹川博は「中途半端な状態で置くと現場が起用法に困る」と述べたほか、球団社長・峰岸進も「授業料にしては高すぎた」とコメントしている。また『毎日新聞』記者・仁瓶和弥はこの解雇劇について、コックスは安打1本あたりの年俸3200万円と、同年のセ・リーグ最下位に沈んだ横浜の低迷を象徴する「お荷物選手：になっており、球団幹部も「不良債権処理」とこぼしていると評した。

### 横浜退団後
2004年はどこにも所属せず、同年12月24日に古巣・デビルレイズとマイナー契約したが、翌2005年シーズンはマイナーで19試合出場しただけで5月23日に解雇された。

## 選手としての特徴
MLB時代は球に逆らわない広角打法を武器に中距離打者として活躍しており、来日当初は球団ファンブックにて「NPBでは年間20 - 30本塁打も期待できるパワー。4番候補」と評されていた。

## 詳細情報

### 年度別打撃成績
| 年 度    | 球 団    | 試 合 | 打 席 | 打 数 | 得 点 | 安 打 | 二 塁 打 | 三 塁 打 | 本 塁 打 | 塁 打 | 打 点 | 盗 塁 | 盗 塁 死 | 犠 打 | 犠 飛 | 四 球 | 敬 遠 | 死 球 | 三 振 | 併 殺 打 | 打 率 | 出 塁 率 | 長 打 率 | O P S |
| -------- | -------- | ----- | ----- | ----- | ----- | ----- | -------- | -------- | -------- | ----- | ----- | ----- | -------- | ----- | ----- | ----- | ----- | ----- | ----- | -------- | ----- | -------- | -------- | ----- |
| 1999     | TB       | 6     | 19    | 19    | 0     | 4     | 1        | 0        | 0        | 5     | 0     | 0     | 0        | 0     | 0     | 0     | 0     | 0     | 2     | 2        | .211  | .211     | .263     | .474  |
| 2000     | TB       | 116   | 369   | 318   | 44    | 90    | 19       | 1        | 11       | 144   | 35    | 1     | 2        | 0     | 1     | 46    | 2     | 4     | 47    | 9        | .283  | .379     | .453     | .832  |
| 2001     | TB       | 108   | 378   | 342   | 37    | 88    | 22       | 0        | 12       | 146   | 51    | 2     | 2        | 0     | 2     | 24    | 0     | 10    | 75    | 11       | .257  | .323     | .427     | .750  |
| 2002     | TB       | 148   | 633   | 560   | 65    | 142   | 30       | 1        | 16       | 222   | 72    | 5     | 0        | 0     | 6     | 60    | 5     | 7     | 116   | 15       | .254  | .330     | .396     | .727  |
| 2003     | 横浜     | 15    | 57    | 50    | 5     | 10    | 1        | 0        | 1        | 14    | 7     | 0     | 0        | 0     | 0     | 7     | 0     | 0     | 17    | 3        | .200  | .298     | .280     | .578  |
| MLB：4年 | MLB：4年 | 378   | 1399  | 1239  | 146   | 324   | 72       | 2        | 39       | 517   | 158   | 8     | 4        | 0     | 9     | 130   | 7     | 21    | 240   | 37       | .262  | .340     | .417     | .757  |
| NPB：1年 | NPB：1年 | 15    | 57    | 50    | 5     | 10    | 1        | 0        | 1        | 14    | 7     | 0     | 0        | 0     | 0     | 7     | 0     | 0     | 17    | 3        | .200  | .298     | .280     | .578  |

### 表彰
MiLB
- インターナショナルリーグMVP（1999年）

### 記録
NPB
- 初出場・初先発出場：2003年5月14日、対読売ジャイアンツ7回戦（東京ドーム）、5番・一塁手として先発出場
- 初安打・初本塁打・初打点：2003年5月18日、対ヤクルトスワローズ9回戦（明治神宮野球場）、3回表に花田真人から右越ソロ

### 背番号
- 71（1999年）
- 28（2000年 - 2002年）
- 3（2003年）